# Chalcotheomima
Chalcotheomima är ett släkte av skalbaggar. Chalcotheomima ingår i familjen Cetoniidae.
Kladogram enligt Catalogue of Life:
| Chalcotheomima | \| \| Chalcotheomima laevis \| \| \| \| \| \| Chalcotheomima macrophylla \| \| \| \| |
|                | \| \| Chalcotheomima laevis \| \| \| \| \| \| Chalcotheomima macrophylla \| \| \| \| |
|                | Chalcotheomima laevis                                                                |
|                |                                                                                      |
|                | Chalcotheomima macrophylla                                                           |
|                |                                                                                      |